# Nathaniel Bliss
Nathaniel Bliss (28. listopadu 1700 – 2. září 1764) byl anglický astronom, který sloužil jako čtvrtý britský královský astronom v letech 1762 až 1764.
Bliss se narodil v Cotswoldské obci Bisley v hrabství Gloucestershire a studoval na Pembroke College na Oxfordské univerzitě v Oxfordu. V roce 1723 se stal magistrem společenských věd a roku 1742 byl zvolen za člena Královské společnosti.
Zemřel v Oxfordu ve věku třiašedesáti let a pohřben byl nedaleko kostela St. Margaret v Lee v jihovýchodním Londýně.
Je po něm pojmenován kráter Bliss na přivrácené straně Měsíce.